# 丹福斯 (緬因州普查規定居民點)
丹福斯（英語：Danforth）是位於美國緬因州華盛頓縣的一個普查規定居民點。

## 人口
根據2020年美國人口普查的數據，丹福斯的面積為6.54平方千米，當中陸地面積為6.41平方千米，而水域面積為0.12平方千米。當地共有人口331人，而人口密度為每平方千米50.61人。